# پارافرمالدهید
پارافرمالدهید (به انگلیسی: Paraformaldehyde) یک ترکیب شیمیایی است؛ که جرم مولی آن گاز بی‌رنگ، و هنگام تراکم مایع زرد کمرنگ می‌باشد. شکل ظاهری این ترکیب، Polyoxymethylene است.